# M4 (105)
Der M4 (105) war ein M4 Sherman mit 105-mm-Haubitze. Es war eine sekundäre Version des M4 Sherman, die hauptsächlich aus Gründen des Personenschutzes verwendet wurde, obwohl der Panzer auch Hohlladungsgeschosse verwendete und stark gepanzert war.

## Geschichte
Insgesamt wurden 6.748 M4 (von Juli 1942 bis Januar 1944) sowie 1.641 der späten Variante mit einer 105-mm-Haubitze zur Infanterieunterstützung, der M4 (105), hergestellt. Frühe Modelle hatten die dreiteilige verschraubte Nase, während spätere Modelle einen gemischten gegossenen/gerollten Rumpf hatten. Der Waffenmantel entwickelte sich auch vom M34 zum schützenderen M34A. Eine bekannte Schwäche des frühen M4 war die leichte Entflammbarkeit der Munition nach einem Treffer, insbesondere weil es sich bei den Patronen um große Haubitzenpatronen handelte, die dann den Motor in Brand setzten oder den Panzer in die Luft sprengten. Dieses Problem hatten jedoch viele Panzer der am Zweiten Weltkrieg beteiligten Staaten. Wegen dieser Brandgefahr wurde der Sherman von den Besatzungen auch „Ronson“ genannt (eine bekannte Feuerzeugmarke mit dem Werbeslogan „Ronson brennt immer!“). Die Deutschen nannten ihn „Tommykocher“. Erst mit den ab Anfang 1944 produzierten M4 wurde diese Schwäche durch die Installation von Wassertanks auf den Lagerbereichen der Munition behoben. Dieses als „nasse Stauung“ bekannte System reduzierte das Brandrisiko nach dem Auftreffen auf den Kampfraum um mehr als den Faktor vier.